# 성남수정초등학교
성남수정초등학교는 대한민국 경기도 성남시에 있는 공립 초등학교이다.

## 학교 연혁
- 1969년 11월 3일 성남제2초등학교 설립인가
- 1970년 3월 1일 개교(12학급 편성)
- 1970년 5월 14일 본관 14개 교실 준공
- 1970년 5월 30일 16학급 편성(개교기념일)
- 1981년 3월 1일 병설유치원 개원
- 1993년 2월 20일 현관 개축
- 1994년 10월 10일 체육관 신축
- 1998년 4월 8일 급식 실시(3,4,5,6학년)
- 2003년 3월 1일 성남수정초등학교로 개명
- 2005년 9월 1일 식당 준공/전 학년 급식 실시
- 2009년 3월 18일 본관과 별관 연결통로 신축
- 2009년 6월 1일 종일돌봄교실 신설
- 2010년 5월 14일 다목적강당(인재관) 개축 및 장애인 편의시설(승강기)
- 2010년 12월 31일 창의인성체험교육활동 우수교 표창
- 2011년 3월 1일 특수학급 1학급 증설
- 2011년 5월 1일 보금자리교실 신설
- 2012년 12월 15일 다문화 거점학교 교육감 표창
- 2013년 3월 1일 최형열 교장선생님 취임(제14대)
- 2013년 3월 1일 경기도 교육청 다문화 예비학교(특별학급) 운영
- 2013년 3월 1일 유치원 4학급(1학급 증설), 교과부 지정 저녁돌봄교실 신설
- 2015년 2월 13일 제45회 졸업
- 2015년 3월 1일 22(3)학급 편성

## 참고 자료
- 성남수정초등학교 - 한국교육학술정보원 학교알리미